# Fernando Carlos Johnson Johnson
Fernando Carlos Johnson Johnson (ur. 28 maja 1944) – językoznawca, poeta i pisarz z Gwinei Równikowej.
Urodził się w Sampaka na wyspie Fernando Poo (dzisiejsze Bioko) w okresie hiszpańskich rządów kolonialnych. Z wykształcenia filolog ze specjalizacją w zakresie tłumaczenia i przekładu. Od 2016 jest członkiem krajowej akademii języka hiszpańskiego (Academia Ecuatoguineana de la Lengua Española, AEGLE).